# Светско првенство у пливању 2025 — 4×100 м слободно за мушкарце
Пливачке трке у штафетама на 4×100 метара слободним стилом за мушкарце на Светском првенству у пливању 2025. одржане су 27. јула (квалификације и финале) као део програма Светског првенства у воденим спортовима. Трке су се одржавале у базену спортског комплекса Singapore Sports Hub у Сингапуру.
За трке у овој дисциплини била је пријављена укупно 20 штафета из исто толико земаља. У тркама је учествовало укупно 86 плвача. 
Титулу светских првака освојили су по четврти пут у историји репрезентативци Аустралије, чији пливачи су у финалу испливали и нови рекорд светских првенстава. Сребрну медаљу су освојили репрезентативци Италије, док су на трећем месту завршили браниоци титуле из Дохе 2024, репрезентативци Сједињених Држава.
Штафета Србије, за коју су у квалификацијама пливали Никола Аћин, Велимир Стјепановић, Лука Јовановић и Јустин Цвеков, испливала је у другој квалификационој групи време од 3:14.11 минута, што је било довољно за укупно 15. место. На тај начин српски пливачи нису успели да се изборе за место у финалној трци. 

## Освајачи медаља
|                                                                             | Резултат                               |                                                                                          | Резултат                           |                                                                                                 | Резултат                       |
|                                                                             |                                        |                                                                                          |                                    |                                                                                                 |                                |
| АустралијаФлин Саутам · Кај Тејлор · Максимилијан Џулијани · Кајл Чалмерс · | 3:08.97 РПр KР 47.77 47.04 47.63 46.53 | ИталијаКарлос Д'Амбросио · Томас Чекон · Лоренцо Цацери · Мануел ФригоЛеонардо Деплано · | 3:09.58 НР 47.78 47.10 47.36 47.34 | Сједињене ДржавеЏек Алекси · Патрик Самон · Крис Џулијано · Џони КуловШејн Касас · Дестин Ласко | 3:09.6447.24 47.03 47.43 47.94 |

## Званични рекорди
Пре почетка такмичења званични рекорди у овој дисциплини су били следећи:
| Рекорд                         | Репрезентација   | Резултат | Место                  | Датум            |
| ------------------------------ | ---------------- | -------- | ---------------------- | ---------------- |
| Светски рекорд СР              | Сједињене Државе | 3:08.24  | Пекинг (Кина)          | 11. август 2008. |
| Рекорд светских првенстава РПр | Сједињене Државе | 3:09.06  | Квангџу (Јужна Кореја) | 21. јул 2019.    |

Током трајања такмичења постигнути су следећи рекорди:
| Датум   | Трка   | Репрезентација | Пливачи                                                                                   | Резултат | Рекорд |
| ------- | ------ | -------------- | ----------------------------------------------------------------------------------------- | -------- | ------ |
| 27. јул | финале | Аустралија     | Флин Саутам (47.77) Кај Тејлор (47.04) Максимилијан Џулијани (47.63) Кајл Чалмерс (46.53) | 3:08.97  | РПр    |

## Квалификације
Квалификационе трке мушких штафета на 4×100 метара слободним стилом одржане су првог дана такмичења, 27. јула, у јутарњем делу програма, са почетком од 12.45 часова по локалном времену (UTC+8). За трке је била пријављена 21 штафета из исто толико земаља, пливало се у 3 квалификационе групе, а пласман у финале остварило је 8 пливача са најбољим резултатима квалификација..
| Пл. | Група | Стаза | Репрезентација   | Пливачи                                                                                           | Време          | Нап.           |
| --- | ----- | ----- | ---------------- | ------------------------------------------------------------------------------------------------- | -------------- | -------------- |
| 1.  | 3     | 4     | Сједињене Државе | Шејн Касас (48.58) Џони Кулов (47.51) Дестин Ласко (47.60) Патрик Самон (47.48)                   | 3:11.17        | КВ             |
| 2.  | 2     | 4     | Аустралија       | Флин Саутам (48.12) Кај Тејлор (47.55) Максимилијан Џулијани (48.08) Кајл Чалмерс (47.54)         | 3:11.29        | КВ             |
| 3.  | 3     | 5     | Италија          | Карлос Дамбросио (47.96) Лоренцо Цацери (47.63) Леонардо Деплано (48.29) Мануел Фриго (48.14)     | 3:12.02        | КВ             |
| 4.  | 2     | 5     | Кина             | Чен Ђуенер (48.56) Ванг Хаоју (47.59) Љу Вуди (48.38) Пан Џанле (47.73)                           | 3:12.26        | КВ             |
| 5.  | 2     | 3     | Канада           | Руслан Газијев (48.75) Џошуа Лијендо (47.26) Антоан Сове (48.37) Филип Сен Самарџић (48.26)       | 3:12.64        | КВ             |
| 6.  | 3     | 3     | Велика Британија | Џејкоб Мајлс (48.34) Данкан Скот (47.56) Џејкоб Витл (48.11) Том Дин (48.68)                      | 3:12.69        | КВ             |
| 7.  | 3     | 2     | Мађарска         | Нандор Немет (47.87) Хуберт Кош (47.71) Данијел Месарош (48.56) Адам Јасо (48.57)                 | 3:12.71        | КВ             |
| 8.  | 2     | 8     | Литванија        | Тајуш Јуска (48.60) Томас Навиконис (47.47) Томас Лукминас (47.83) Данас Рапшис (48.84)           | 3:12.74        | КВ НР          |
| 9.  | 1     | 3     | Неутрални тим Б  | Климент Колесњиков (48.59) Владислав Грињов (48.00) Иван Гирјов (47.90) Василиј Кукушкин (48.38)  | 3:12.87        |                |
| 10. | 3     | 6     | Немачка          | Јоша Салков (48.21) Рафал Мирослав (48.32) Кај Винклер (47.52) Лука Армбрустер (48.84)            | 3:12.89        |                |
| 11. | 3     | 1     | Француска        | Рафаел Фент Дамер (48.58) Нанс Мазелје (48.52) Етан Думеснил (48.27) Јан ле Гоф (47.55)           | 3:12.92        |                |
| 12. | 2     | 1     | Израел           | Алексеј Гливински (48.72) Денис Локтев (48.12) Данијел Кричевски (48.01) Мартин Картави (48.54)   | 3:13.39        | НР             |
| 13. | 3     | 7     | Пољска           | Камил Сјерадзки (48.39) Јакуб Мајерски (48.16) Ксавери Масјук (47.48) Карол Островски (49.57)     | 3:13.60        |                |
| 14. | 2     | 7     | Хрватска         | Јере Хрибар (47.93 НР ) Никола Миљенић (48.57) Влахо Ненадић (48.82) Тони Драгоја (48.70)         | 3:14.02        |                |
| 15. | 2     | 6     | Србија           | Никола Аћин (48.78) Велимир Стјепановић (48.10) Лука Јовановић (49.16) Јустин Цветков (48.07)     | 3:14.11        |                |
| 16. | 2     | 2     | Шпанија          | Серхио де Селис (48.24 НР ) Лука Хук (47.68) Мигел Перез Годој (48.86) Начо Кампос Беас (49.56)   | 3:14.34        |                |
| 17. | 3     | 0     | Норвешка         | Сандер Соренсен (48.73) Маркус Ли (49.10) Јакоб Харлем (49.84) Бјернар Ласкеруд (48.99)           | 3:16.66        |                |
| 18. | 2     | 0     | Сингапур         | Арди Азман (50.03) Микел Ли (48.91) Џонатан Тан (48.94) Глен Лим (50.50)                          | 3:18.38        |                |
| 19. | 1     | 4     | Мексико          | Андрес Дупонт (48.48) Хорхе Ига (48.37) Маркус Рејес Хентри (50.36) Ектор Рувалкаба (51.60)       | 3:18.81        |                |
| 20. | 3     | 8     | Луксембург       | Ралф Далејден Чуфери (48.60 НР ) Реми Фабијани (49.37) Жоао Карнеиро (51.86) Жилијен Енкс (51.56) | 3:21.39        |                |
| —   | 1     | 5     | Кенија           | Нису наступили                                                                                    | Нису наступили | Нису наступили |

## Финале
Финална трка је пливана 27. јулау вечерњем делу програма, са почетком од 10.51 часова по локалном времену.
| Пл. | Стаза | Репрезентација   | Пливачи                                                                                     | Време   | Нап.   |
| --- | ----- | ---------------- | ------------------------------------------------------------------------------------------- | ------- | ------ |
|     | 5     | Аустралија       | Флин Саутам (47.77) Кај Тејлор (47.04) Максимилијан Џулијани (47.63) Кајл Чалмерс (46.53)   | 3:08.97 | РПр KР |
| 2   | 3     | Италија          | Карлос Дамбросио (47.78) Томас Чекон (47.10) Лоренцо Цацери (47.36) Мануел Фриго (47.34)    | 3:09.58 | НР     |
| 3   | 4     | Сједињене Државе | Џек Алекси (47.24) Патрик Самон (47.03) Крис Џулијано (47.43) Џони Кулов (47.94)            | 3:09.64 |        |
| 4.  | 7     | Велика Британија | Џејкоб Мајлс (48.51) Метју Ричардс (47.32) Џејкоб Витл (47.67) Данкан Скот (47.23)          | 3:10.73 | НР     |
| 5.  | 6     | Кина             | Чен Ђуенер (48.58) Ванг Хаоју (47.91) Љу Вуди (48.03) Пан Џанле (46.63)                     | 3:11.15 |        |
| 6.  | 1     | Мађарска         | Нандор Немет (47.89) Себастијан Сабо (48.11) Данијел Месарош (48.48) Адам Јасо (48.27)      | 3:12.75 |        |
| 7.  | 8     | Литванија        | Томас Навиконис (48.37) Томас Лукминас (47.89) Тајуш Јуска (48.26) Данас Рапшис (48.32)     | 3:12.84 |        |
| 8.  | 2     | Канада           | Руслан Газијев (48.37) Џошуа Лијендо (47.08) Антоан Сове (48.18) Филип Сен Самарџић (49.26) | 3:12.89 |        |